# Mancipatio
Mancipatio, en derecho romano, es un contrato verbal formal y solemne  (sacramental) con el que se transmitía la propiedad de las cosas mancipables (res mancipi): los fundos rústicos y urbanos, los esclavos, los animales de tiro y carga y las servidumbres rústicas. Fue una de las instituciones más importantes y de mayor duración que tuvieron los romanos, aunque es también una de las que menos se conocen debido a la desaparición realizada por la comisión compiladora. Fue el jurista romano Gayo quien consiguió recuperar gran parte de esta institución en su obra Institutas.
El carácter de la mancipatio es arcaico, siendo este uno de los factores que han fomentado diferentes teorías que explican esta institución. Algunas de estas teorías la relacionan con la agricultura primitiva o con un primer concepto de dominio, con un poder soberano o con un acto unilateral de adquisición.
Esta institución se conservó durante mucho tiempo. Aunque se sigue mencionando en el Código Teodosiano del año 355, a partir de esta fecha entra en decadencia, hasta que el emperador Justiniano la suprimió en su compilación de leyes, el Corpus iuris civilis.

## Acto de la mancipatio
Gayo es quien mejor describe la mancipatio. En su obra Institutas señala que son necesarios seis testigos: cinco de ellos serían ciudadanos romanos púberes y uno que sostuviese la balanza de cobre, llamado el portador de la balanza (librepens). Para realizar la mancipatio, quien iba a recibir la propiedad de la cosa (mancipatio accipiens) se situaba en frente de los testigos, la aferraba con la mano y decía: «afirmo que esta cosa es mía según el Derecho romano y que la compro con este cobre y con esta balanza de cobre» (per aes et libram). Después, golpeaba la balanza con un fragmento de cobre sin acuñar (aes rude) y se lo entregaba a quien transmitía la cosa (mancipio dans), «como si se pesara el precio, en recuerdo de la antiquísima mancipatio».
En la obra de Gayo se indica que es estrictamente necesario que las cosas muebles estén presentes en el acto, para poder aferrarlas (como se señaló anteriormente), aunque las propiedades inmuebles pueden transmitirse estando ausentes, es decir, que los inmuebles no se encuentren en el lugar donde se realiza la mancipatio.
El uso del fragmento de cobre y la balanza ayuda a datar el origen de la mancipatio, ya que es una tradición que tenía este contrato en recuerdo de cuando no se acuñaban monedas y la mancipatio era una venta al contado en la que los fragmentos de cobre o bronce se pesaban en la balanza. Cuando se introdujeron las monedas en la economía romana, la mancipatio pasó a ser una transmisión de propiedades, conservando la tradición y el aspecto simbólico de pesar el metal.

## Usos
- Como modo de adquirir el dominio.
- Como modo de crear la manus.
- Como modo directo para crear o extinguir la patria potestad (por ejemplo, la emancipación, la adopción).
- Como modo de constituir derechos reales.
- Como modo de llevar a cabo la enajenación con pacto de fiducia.[3]

## Garantías del adquirente en la transmisión
En lo que respecta a la transmisión de la propiedad, hay que señalar que el transmitente debía garantizar la disponibilidad de la propiedad al adquiriente. Si se daba el caso de que se transmitiera una propiedad de la que el transmitente no era el verdadero dueño y su legítimo propietario la reclamaba, estaba obligado bajo pena a compensar al adquiriente con el doble del precio de la propiedad mancipada (duplum), que se le retiraría en un litigio. Para hacer posible esta compensación, se le otorgaba la actio auctoritatis al adquiriente.
Si se transmitían predios rústicos, habiendo sido estos descritos con mayor extensión de la real, se le concedía al adquiriente la actio de modo agri. Este medio jurídico, al igual que la actio auctoritatis, le permitía al adquiriente reclamar una compensación equivalente al doble de las medidas falseadas del fundo.